# De La Chapelle

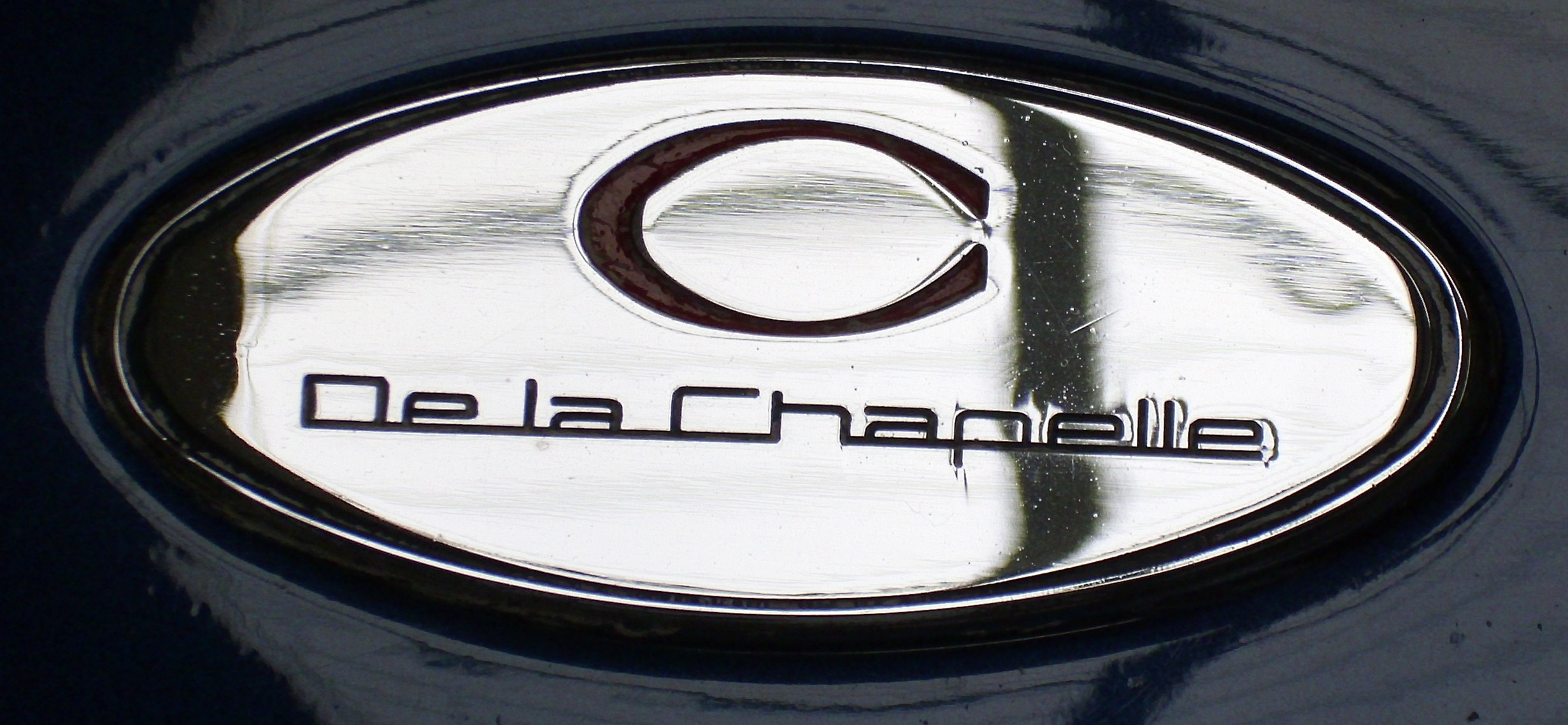
Emblem

Automobiles De La Chapelle ist ein französischer Kleinserienhersteller von Automobilen.

## Vorgeschichte
Der Franzose Xavier De La Chapelle ist ein Nachfahre der Familie, die ab 1907 im gleichen Ort in dem Unternehmen De la Chapelle Frères et Compagnie Automobile herstellte. 1975 gründete er Automobiles Stimula. In diesem Unternehmen stellte er zwischen 1978 und 1982 Fahrzeuge her, die als Stimula vermarktet wurden.

## Unternehmensgeschichte

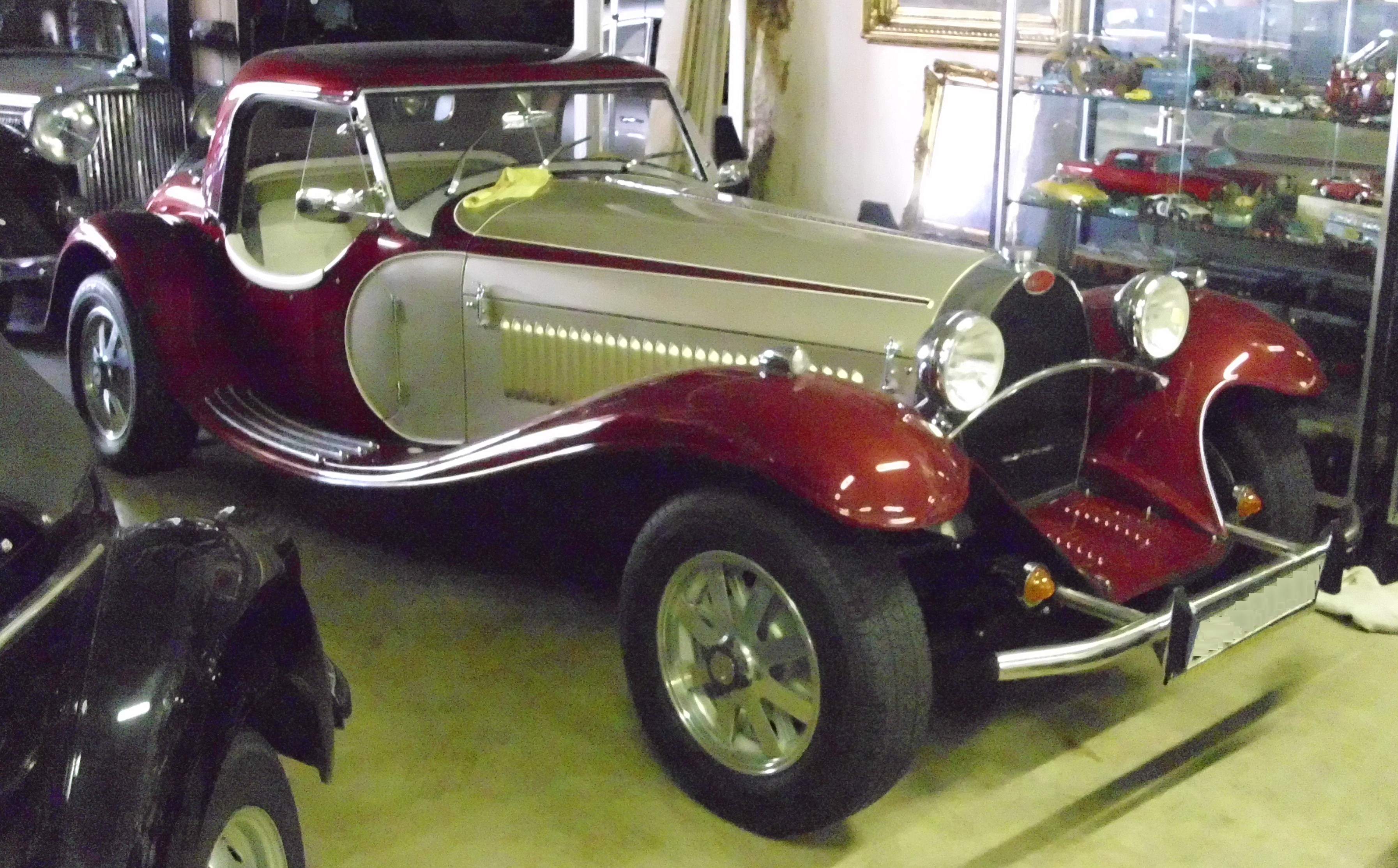
De La Chapelle 55 (mit Hardtop) von 1989

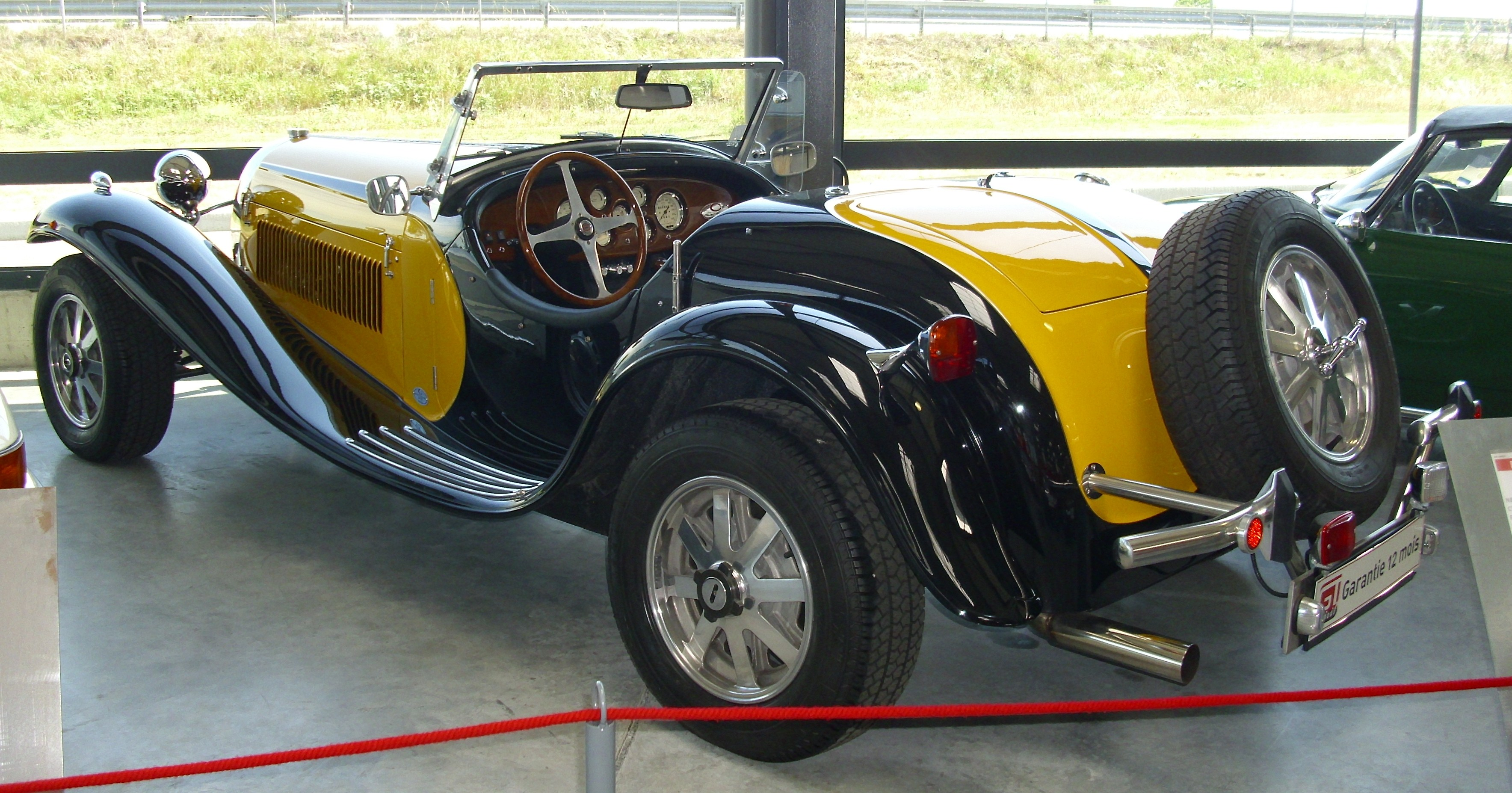
De La Chapelle 55 Roadster von 1992

1985 gründete er das neue Unternehmen Automobiles De La Chapelle in Saint-Chamond in der Nähe von Lyon. Das erste Modell basierte auf dem Modell von Stimula. Der Markenname lautet De La Chapelle. 1996 erfolgte eine Umbenennung in D.L.C. Technologies und 1997 in Barré et Associés.

## Straßenfahrzeuge

### De La Chapelle 55 Roadster
Dieses Modell geht auf das Modell von Stimula zurück. Das Modell, das heute noch nahezu unverändert hergestellt wird, ist ein offener Zweisitzer und ähnelt optisch dem Bugatti T55 von 1932. Es wird von einem Sechszylindermotor von BMW angetrieben.

### De La Chapelle 55 Tourer
Seit 1990 ergänzt dieses Modell die Angebotspalette. Es ist eine verlängerte Variante des De La Chapelle 55 Roadster und bietet Platz für 2 + 2 Personen.

### De La Chapelle Atalante 57 S
Dieses Modell wurde 1992 auf dem Genfer Salon vorgestellt. Es ähnelt mit seiner Coupékarosserie dem Bugatti Type 57 S Atalante von 1936.

### De La Chapelle Grand Prix
Dieses Modell wurde ebenfalls 1992 vorgestellt. Es ähnelt den Rennwagen von Bugatti von 1923. Es handelt sich um einen offenen Zweisitzer, der ebenfalls mit einem Motor von BMW ausgestattet ist, und nur auf Bestellung produziert wird.

### De La Chapelle Roadster

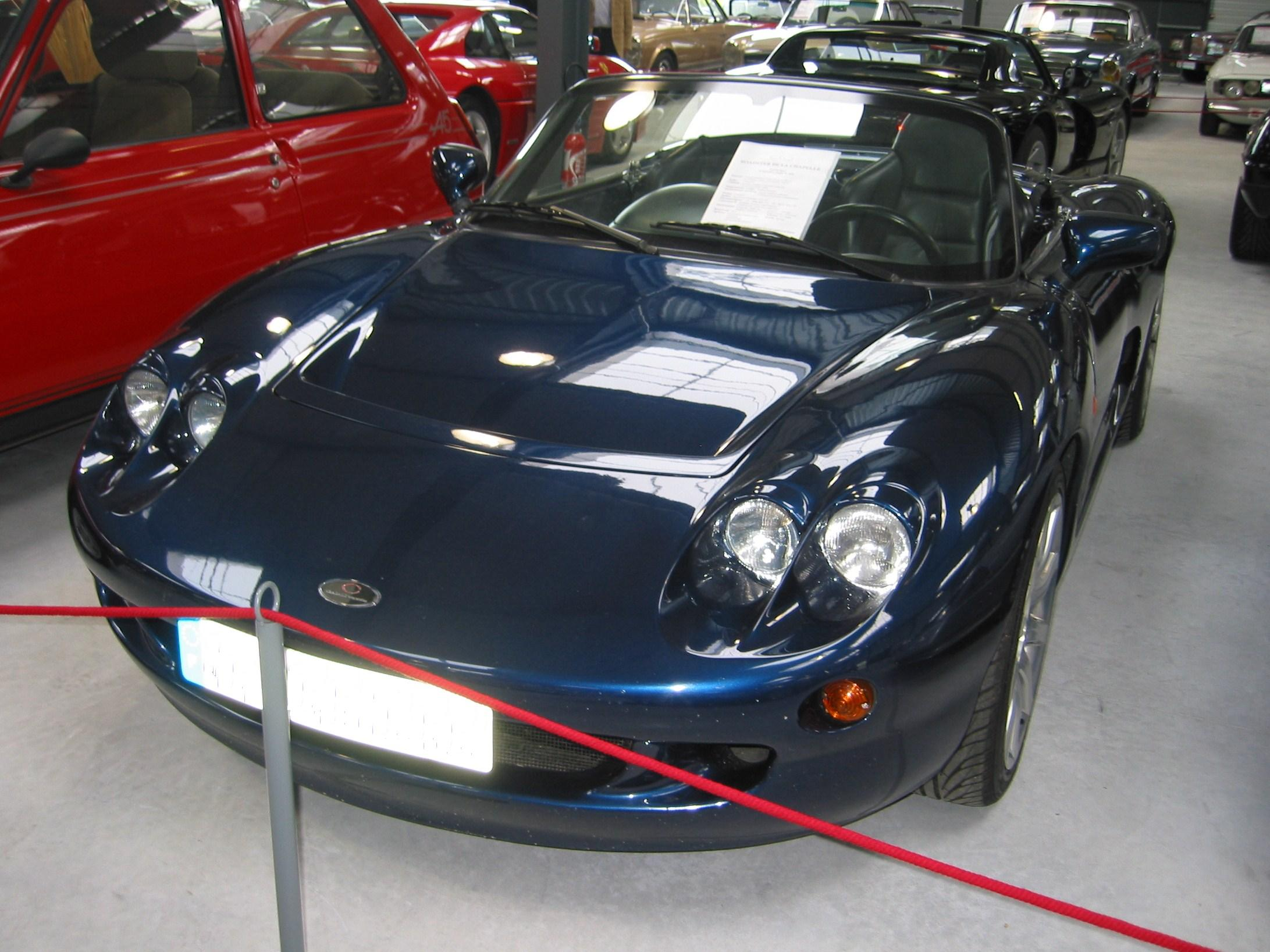
De La Chapelle Roadster

1996 vorgestellt, wird dieses Modell seit 1998 hergestellt. Es besitzt eine moderne zweisitzige Roadster-Karosserie des Designers Bertrand Barré. Es kommen Vierzylindermotoren mit 1998 cm³ Hubraum sowie Sechszylindermotoren mit 2946 cm³ Hubraum zum Einsatz. Die Motoren sind quer hinter den Sitzen eingebaut, also in Mittelmotorbauweise.

## Konzeptfahrzeug
1988 wurde als Einzelstück die Großraumlimousine Parcours vorgestellt, die mit einem V8-Motor von Mercedes-Benz mit 5000 cm³ Hubraum ausgestattet war.

## Kinderautos
1979 wurde die Entwicklung von Kinderautos begonnen. Seit 1981 werden drei solcher Modelle, die mit kleinen Viertaktmotoren mit 169 cm³ Hubraum ausgestattet sind, angeboten und bis heute in einer Stückzahl von nahezu 1500 Exemplaren produziert:
- 55 Junior, eine Miniaturausgabe des Bugatti 55
- 328 Junior, eine Miniaturausgabe des BMW 328
- 330 P2 Junior, eine Miniaturausgabe des Ferrari 330 P2